# 改造マリオ
改造マリオ（かいぞうマリオ）とは、スーパーマリオシリーズの作品である『スーパーマリオブラザーズ』や『スーパーマリオワールド』などを、ゲームエミュレータによって非公式に改造して作られたアンダーグラウンドなアクションゲームの総称である。このうち仕掛けによってプレイヤーが操作せずにクリアしてしまう形式のものは、全自動マリオ（ぜんじどうマリオ）と呼ばれる。また、コースを改造するにはバイナリエディタを使う事で改造できる。
2006年12月にサービスを開始したニコニコ動画では初期から人気のジャンルとなっているが、2008年には著作権侵害を理由として多数の動画が削除されている。2007年6月9日に第1作が投稿された動画『自作の改造マリオ（スーパーマリオワールド）を友人にプレイさせる』は「鬼畜かつ巧みなステージ設計、友人の異様なプレイ技術の高さなどが相まって大きな注目を集め」た動画とされ、この「友人マリオ」シリーズは日本国外では"Asshole Mario"として知られている。またYouTubeにおいて最も多く再生されたスーパーマリオシリーズの映像は2007年に投稿された「超難度に改造されたマリオのプレイ映像集」であり、8年間で2900万回もの再生を記録している。
SF・文芸評論家の藤田直哉は2015年9月10日に発売されたWii U用ソフト『スーパーマリオメーカー』について、非合法に流行している改造マリオを「公式に作れるようにしたゲーム」であることから「非常に巧みなネットの使い方」であり、「任天堂はニコニコの使い方がうまいという話なんだと思う」と述べている。インサイドではマリオメーカーによって「問題はありながらもかつて盛り上がった文化」である全自動マリオが再び活気づいたとしており、『エンタミクス』2016年4月号では「今旬ワード」の一つに全自動マリオが選ばれている
2023年にはコペンハーゲンIT大学のAIによるスーパーマリオブラザーズのコース生成を試みるプロジェクト「MarioGPT」が発表、約8割がたクリアー可能なコースを作ることが可能という。